# Jacques Cheminade
Jacques Cheminade (ur. 20 sierpnia 1941 w Buenos Aires) – francuska osobowość ze świata polityki, kandydat w wyborach prezydenckich 1995 roku (0.28% otrzymanych głosów w pierwszej turze), twórca partii Solidarité et Progrès (Solidarność i Postęp) w 1996 roku. Ponownie ubiegał się o fotel prezydenta Francji w wyborach 2012 (0,25% głosów) oraz wyborach 2017 (0,18% głosów).

## Elementy biograficzne
Cheminade ma podwójne obywatelstwo francusko-argentyńskie (jego ojciec pracował w Argentynie od lat 1920); przeprowadził się do Francji w wieku 18 lat. Posiada dyplom prestiżowej szkoły handlowej HEC Paris (1963), licencjat z prawa (1965), oraz dyplom École nationale d'administration (promocja 1967–1969, Jean Jaurès). W latach 1969 à 1971, był urzędnikiem w centrum relacji gospodarczych z zagranicą we francuskim ministerstwie gospodarki i finansów (jego praca dotyczyła m.in. tworzenia wspólnego rynku europejskiego). Pracował następnie w Nowym Jorku, jako przedstawiciel przemysłu francuskiego.

## Działalność polityczna i poglądy
Pracując w Stanach Zjednoczonych, spotkał Lyndona LaRouche'a, w 1974. Po części pod jego wpływem, Cheminade czyta i krytykuje Marksa, interesuje się przy tym myślicielami takimi jak G.W. Leibniz, Mikołaj z Kuzy i G.E. Lessing.
Poglądy polityczne Cheminade'a są inspirowane de Gaullem i Jaurèsem, i skupiają się na krytykowaniu ekonomii spekulacyjnej, która niszczy jego zdaniem ekonomię jako taką. „Oligarchia finansowa” z „londyńskiego i nowojorskiego City” oraz Fed są w centrum krytyki polityka. Istotnym elementem programu Cheminade'a jest podbój przestrzeni pozaziemskiej (m.in. przez wykorzystywanie możliwości związanych z eksploatacją planety Mars).

## Publikacje
- Jacques Cheminade, Un monde sans la City ni Wall Street : un grand chantier pour demain, L'Harmattan, 2012
- Jacques Cheminade, L'exemplarité de l'œuvre de Henri Grégoire et de Lazare Carnot pour la France et l'Europe d'aujourd'hui (2006)
- Jacques Cheminade, Enjeu d'un Franc polytechnique (2006)
- Jacques Cheminade, Roosevelt, de Gaulle, Monnet : reprendre leur combat, Solidarité et progrès, 2000
- Jacques Cheminade, La bise à la cantinière : Heine pour la France (1996)
- Jean Jaurès & Jacques Cheminade (wstęp), De la réalité du monde sensible, Paris, Ed. Alcuin, 1994 (ISBN 978-2-907072-07-6)
- Jacques Cheminade, Regard sur la France républicaine, Paris, Ed Alcuin, 1991 (ISBN 2-907072-03-X)
- Laurent Rosenfeld (red.) & Jacques Cheminade (rozdział), Louis Pasteur, source d'une nouvelle renaissance scientifique, Paris, Fondation pour l'énergie de fusion, 1986 (ISBN 978-2-9501559-0-0)
- Jacques Cheminade & Lyndon LaRouche, La France après de Gaulle, Paris, Parti ouvrier européen, 1981 (ISBN 978-2-903431-02-0) (OCLC 22274896)
- Jacques Cheminade, Claude Albert, Dino de Paoli, Uwe Parpart et Lyndon LaRouche (wstęp), La Science de l'éducation républicaine : le secret de Monge et Carnot, Polytechnique et Arts et métiers., Paris, Nouvelle solidarité, 1980 (notice BNF no FRBNFb34735477n)
- (en) Hans Bandmann, Helmut Böttiger, Jacques Cheminade & André Dodin, The Industrialization of Africa, Wiesbaden, Fusion Energy Foundation, 1980 (notice BNF no FRBNF35638157w)
- (de) Richard Sober, Michael Liebig & Jacques Cheminade, Friedrich List und die neue Weltwirtschaftsordnung, Wiesbaden, Campaigner Publications, 1979 (OCLC 6041957)